# Parameter oblike
Parameter oblike je v teoriji verjetnosti in statistiki vrsta numeričnega parametra s pomočjo katerega določamo oblike posameznih krivulj iz družine verjetnostnih porazdelitev.
Parameter oblike je katerikoli parameter verjetnostne porazdelitve, ki ni parameter merila niti parameter lokacije. Takšen parameter mora vplivati samo na obliko krivulje, ne pa na njeno lego (parameter lege) ali pa na razširitev ali krčenje oblike krivulje verjetnostne porazdelitve (parameter merila).